# Shael Polakow-Suransky
Shael Polakow-Suransky (Witbank, 10 de enero de 1972) es un educador sudafricano de origen judío radicado en Estados Unidos. Es el presidente del Bank Street College of Education. Anteriormente, fue director académico y vicecanciller sénior del Departamento de Educación de la ciudad de Nueva York.

## Primeros años
Polakow-Suransky nació en Witbank, Sudáfrica, donde sus padres, Valerie Polakow y Leonard Suransky, eran activistas contra el apartheid. En 1973, la familia emigró a Michigan, Estados Unidos. Shael asistió a la escuela secundaria comunitaria alternativa de Ann Arbor. En la escuela secundaria, Shael Polakow-Suransky emparejó a sus compañeros de estudios con niños más pequeños en un programa de educación entre pares que promovía conversaciones sobre la tolerancia; el programa se extendió por todo su distrito escolar.
Pasó su último año realizando un estudio independiente en Durban, Sudáfrica, en el apogeo del movimiento contra el apartheid. Estudió educación y estudios urbanos en la Universidad Brown. Polakow-Suransky obtuvo una maestría en liderazgo educativo del Bank Street College of Education y se graduó de la Broad Superintendents Academy en 2008.

## Carrera
En 1994, Polakow-Suransky comenzó a enseñar matemáticas y estudios sociales en Crossroads Middle School en Harlem. Después de tres años, se convirtió en el maestro de matemáticas fundador y, finalmente, en el subdirector de la escuela secundaria de artes integradas Bread and Roses, que combinaba el enfoque en las artes y la justicia social en su plan de estudios.
Inspirada por el movimiento de escuelas pequeñas de la ciudad de Nueva York y consciente de las dificultades adicionales que enfrentan los estudiantes del idioma inglés, Polakow-Suransky fundó una nueva escuela pequeña, Bronx International High School, en 2001. Para ser admitidos en la escuela, los estudiantes tenían que reprobar la evaluación del idioma inglés de la ciudad y tenían que ser inmigrantes recientes en los Estados Unidos. La escuela fue diseñada específicamente para apoyar el desarrollo del lenguaje y la alfabetización de una población de estudiantes históricamente desatendidos por las grandes escuelas secundarias integrales de Nueva York. También se inspiró en educadores que trabajaron con poblaciones estudiantiles similares; en una reseña del libro de 2001 de Vito Perrone's Teacher with a Heart: Reflections on Leonard Covello and Community, Polakow-Suransky escribe que "la tarea de reconstruir comunidades escolares que puedan apoyar a los estudiantes y un día extenderse más allá de la comunidad es formidable", pero que él fue impulsado por "un sentido de posibilidad".

### Departamento de Educación de la ciudad de Nueva York
En 2004, Polakow-Suransky se incorporó a la oficina central del Departamento de Educación. Primero se desempeñó como Director Ejecutivo Adjunto de la Oficina de Nuevas Escuelas. Las nuevas escuelas pequeñas están teniendo éxito con algunos de los grupos de estudiantes que históricamente han estado en mayor riesgo. Un estudio de 2013 realizado por la firma de investigación no partidista MDRC encontró que las escuelas pequeñas, "que atienden principalmente a estudiantes de color desfavorecidos", logran tasas de graduación 9.5 puntos porcentuales más altas que otras escuelas que atienden a estudiantes comparables y conducen a tasas de preparación universitaria más altas.
Polakow-Suransky luego se convirtió en Vicecanciller de Desempeño y Responsabilidad. A medida que el Departamento de Educación cambió su enfoque hacia la responsabilidad, lanzó un programa llamado "Diseñe su propia evaluación", que finalmente involucró a más de 200 escuelas, para crear evaluaciones formativas innovadoras diseñadas por maestros como una alternativa a las evaluaciones periódicas estandarizadas de la ciudad.
En 2011, fue nombrado director académico y vicerrector sénior. En este cargo, supervisó la División de Académicos, Desempeño y Apoyo, que tenía más de 1280 empleados y un presupuesto anual de $400 millones. La división fue responsable de proporcionar recursos educativos, apoyo y supervisión para las más de 1600 escuelas de la ciudad de Nueva York. Durante su mandato como Director Académico, Polakow-Suransky se centró en desarrollar la capacidad de las escuelas para fortalecer lo que Richard Elmore llama el "núcleo de instrucción" o "la relación entre maestros y estudiantes en presencia de contenido". Polakow-Suransky lideró el trabajo de la ciudad para aumentar las tasas de preparación universitaria y profesional, incluso a través de nuevas medidas de responsabilidad.

### Bank Street College of Education
El martes 21 de enero de 2014, Polakow-Suransky anunció que dejaría el Departamento de Educación de la ciudad de Nueva York para convertirse en presidente de Bank Street College of Education, su alma mater. Es el primer alumno de Bank Street en ocupar el cargo de presidente. En octubre de 2014, él y una profesora de la universidad, Nancy Nager, escribieron un artículo de opinión en el New York Times sobre la importancia del juego significativo en las aulas de prekínder como base para un aprendizaje exitoso durante toda la vida. En mayo de 2015, fue elegido miembro de la junta directiva de PENCIL, una organización educativa sin fines de lucro que une empresas con escuelas públicas de la ciudad de Nueva York para la creación de programas e iniciativas benéficas.